# フニオール・アルベルト・モレノ
フニオール・アルベルト・モレノ・パレデス（Junior Alberto Moreno Paredes , 2000年3月3日 - ）は、ベネズエラ・トルヒージョ州バレーラ出身のプロサッカー選手。プリメーラ・ディビシオン・デ・ベネズエラのカラカスFCに所属している。ポジションはDF。

## 来歴
2016年シーズン中に、地元のトルヒジャーノスFCトップチームに昇格し、翌2017年シーズンの5月8日の国内リーグ戦サモラFC戦で、17歳でプロデビュー。同年シーズンはリーグ戦21試合に出場した。

## 代表歴
2017年2月にチリで開催された2017 FIFA U-17ワールドカップ出場権を賭けた南米U-17選手権に、U-17ベネズエラ代表の一員として出場。同年には飛び級でU-20代表にも選出された。